# Nina Siemaszko
Nina Siemaszko (Chicago, 14 luglio 1970) è un'attrice statunitense.

## Biografia
Figlia di un polacco e di un'inglese, è sorella dell'attore Casey Siemaszko e del giornalista Corky Siemaszko. Ha studiato insieme al fratello Casey alla Goodman School of Drama a Chicago.
Ha esordito nel 1986, nel film One More Saturday Night nel ruolo di Karen Lundahl; il suo secondo ruolo è nella commedia License to Drive - Licenza di guida del 1988, nel ruolo di una delle sorelle di Les, Natalie Anderson. Ha interpretato molti film per la televisione, fra questi la serie La libreria del mistero. Ha recitato in Le iene, sebbene la sua scena non sia stata inclusa nel film.
Nel 1991 è la protagonista del film Orchidea selvaggia 2 diretto da Zalman King.

## Filmografia

### Cinema
- One More Saturday Night, regia di Dennis Klein (1986)
- License to Drive - Licenza di guida (License to Drive), regia di Greg Beeman (1988)
- Tucker - Un uomo e il suo sogno (Tucker: The Man and His Dream), regia di Francis Ford Coppola (1988)
- Lost Angels, regia di Hugh Hudson (1989)
- Piccoli rumori (Little Noises), regia di Jane Spencer (1992)
- Bed & Breakfast - Servizio in camera, regia di Robert Ellis Miller (1992)
- Orchidea selvaggia 2 (Wild Orchid II: Two Shades of Blue), regia di Zalman King (1992)
- The Saint of Fort Washington, regia di Tim Hunter (1993)
- Airheads - Una band da lanciare (Airheads), regia di Michael Lehmann (1994)
- Floundering, regia di Peter McCarthy (1994)
- Un figlio in cambio (Baby Brokers), regia di Mimi Leder (1994)
- Il presidente - Una storia d'amore (The American President), regia di Rob Reiner (1995)
- Love and Happiness, regia di Jordan Alan (1995)
- Johns, regia di Scott Silver (1996)
- Out of Order (1996) (cortometraggio)
- George B., regia di Eric Lea (1996)
- Suicide Kings, regia di Peter O'Fallon (1997)
- Kiss & Tell, regia di Jordan Alan (1997)
- Breast Men, regia di Lawrence O'Neil (1997)
- Goodbye Lover, regia di Roland Joffé (1998)
- Paperlily, regia di Andrew Becker (1998)
- Jakob il bugiardo (Jakob the Liar), regia di Peter Kassovitz (1999)
- The Big Tease, regia di Kevin Allen (1999)
- Sleep Easy, Hutch Rimes, regia di Matthew Irmas (2000)
- L'esorcismo di Molly Hartley (The Haunting of Molly Hartley), regia di Mickey Liddell (2008)
- The Artist, regia di Michel Hazanavicius (2011)
- Bling Ring, regia di Sofia Coppola (2013)

### Televisione
- Colomba solitaria (Lonesome Dove), regia di Simon Wincer - serie TV (1989)
- An Enemy of the People, regia di Hugh Hudson (1990) - film TV
- Sinatra, regia di James Steven Sadwith - serie TV (1992)
- Red Shoe Diaries - serie TV (1992)
- I racconti della cripta (Tales from the Crypt) - serie TV
- Red Shoe Diaries 3: Another Woman's Lipstick (1993)
- More Tales of the City - miniserie TV, regia di Pierre Gang, 6 episodi (1993)
- Chicago Hope - serie TV (1994)
- Sawbones, regia di Catherine Cyran (1995) - film TV
- Il potere della legge (Power of Attorney), regia di Howard Himelstein (1995) - film TV
- CBS Schoolbreak Special - serie TV (1995)
- Incubo sull'autostrada (Runaway Car), regia di Jack Sholder (1997) - film TV
- More Tales of the City, regia di Pierre Gang - serie TV (1998)
- Sports Night - serie TV (1999)
- Cold Feet - serie TV (1999)
- The Darkling, regia di Po-Chih Leong (2000) - film TV
- The Huntress - serie TV (2000)
- West Wing - Tutti gli uomini del Presidente (The West Wing) - serie TV (2001-2006)
- NYPD - New York Police Department (NYPD Blue) - serie TV (2001)
- The Guardian - serie TV (2001)
- Philly - serie TV (2001)
- A Carol Christmas, regia di Matthew Irmas (2003) - film TV
- CSI - Scena del crimine (CSI: Crime Scene Investigation) - serie TV (2004)
- Giudice Amy (Judging Amy) - serie TV (2004)
- La libreria del mistero (Mystery Woman) - serie TV, 10 episodi (2005)
- Law & Order: Criminal Intent - serie TV (2006)
- Cold Case - Delitti irrisolti (Cold Case) - serie TV, episodi 3x17-7x17 (2006-2010)
- La libreria del mistero: Le ombre (Mystery Woman: In the Shadows), regia di David S. Cass (2007) - film TV
- Private Practice - serie TV (2007)
- Senza traccia (Without a Trace) - serie TV (2007)
- Grey's Anatomy – serie TV, episodio 5x21 (2009)
- Eli Stone - serie TV (2009)
- Mental - serie TV (2009)
- Saving Grace - serie TV (2009)
- Past Life - serie TV (2010)
- Lily Look Here (2011) (cortometraggio)
- Monday Mornings - serie TV (2013)
- Togetherness - serie TV (2016)

## Doppiatrici italiane
Nelle versioni in italiano dei suoi lavori, Nina Siemaszko è stata doppiata da:
- Claudia Razzi in Cold Case - Delitti irrisolti, Airheads - Una band da lanciare
- Antonella Baldini in License to Drive - Licenza di guida
- Rossella Acerbo in Jakob il bugiardo
- Barbara Pitotti in West Wing - Tutti gli uomini del Presidente
- Roberta Pellini in CSI - Scena del crimine
- Barbara De Bortoli in La libreria del mistero
- Anna Radici in Law & Order: Criminal Intent
- Michela Alborghetti in Senza traccia
- Roberta Greganti in Mental
- Mavi Felli in Un figlio in cambio